# Théâtre La Bruyère
Le théâtre La Bruyère est un théâtre privé situé au 5, rue La Bruyère dans le quartier Saint-Georges du 9e arrondissement de Paris. 
En 2023, avec l'arrivée de nouveaux directeurs, le théâtre change de nom et devient le théâtre actuel La Bruyère. 

## Historique
En 1943, le lieu est une salle de conférences à l'abandon. Deux jeunes comédiens, Georges Herbert et Paquita Claude, en font un petit théâtre.
Pendant l'hiver 1944-1945, la pièce Notre Natacha d'Alejandro Casona est présentée avec Paquita Claude dans le rôle principal et un jeune comédien, Jean Carmet.
En 1948, Robert Dhéry et sa troupe Les Branquignols y présentent leur premier spectacle, puis en 1951, Du-Gu-Du.
En 1954, Georges Vitaly prend la direction du théâtre, aménage le plateau et fait construire un balcon. Il mettra en scène la plupart de ses spectacles.
En septembre 1982, Georges Vitaly quitte la direction du théâtre et Stephan Meldegg lui succède. Jusqu'à son départ en 2007, sa programmation est résolument orientée vers les auteurs dramatiques contemporains : James Saunders, Alan Ayckbourn, Václav Havel, Dario Fo, Agnès Jaoui et Jean-Pierre Bacri. 
En 2008, Marguerite Gourgue prend la direction du théâtre et rénove le foyer et le plateau, tout en poursuivant une programmation similaire. 
En 2010, cinquante théâtres privés parisiens réunis au sein de l’Association pour le soutien du théâtre privé (ASTP) et du Syndicat national des directeurs et tourneurs du théâtre privé (SNDTP), dont fait partie le théâtre La Bruyère, décident d'unir leur force sous une enseigne commune : les Théâtres parisiens associés. 
En 2023, Fleur Houdinière et Thibaud Houdinière prennent la direction, et le théâtre change de nom pour devenir le théâtre actuel La Bruyère. 
Aujourd'hui, la capacité de la salle est de 335 places.

## 1944-1953
- 1944 : Dom Juan de Molière
- 1944 : Notre Natacha pièce en 3 actes d’Alejandro Casona, adaptation Jean Cassou et Jean Camp, mise en scène André Villiers, 10 décembre
- 1945 : Rouge et or de Charles de Peyret-Chappuis, mise en scène Julien Bertheau, 25 février
- 1945 : La Fureur d’aimer pièce en 3 actes de Pierre Montaigne, mise en scène Jean Deninx, 26 mai
- 1945 : Moineau étudiante pièce en 4 actes de Jean Canolle, 31 octobre
- 1946 : Vif-Argent comédie en 4 actes d’André Villiers, mise en scène de l’auteur, 7 mars
- 1946 : Arlequinade, Xavier de Courville, 23 mai
- 1946 : Ma vérité d'Herbert Le Porrier, mise en scène Pierre Franck, 23 avril
- 1946 : Étienne comédie en 3 actes de Jacques Deval, mise en scène Jacques Baumer, juin
- 1946 : Un ange passe comédie en 3 actes de Pierre Brasseur, mise en scène de l’auteur, 13 octobre
- 1947 : Le Dibbouk de Shalom Anski, 25 janvier
- 1947 : Le Misanthrope de Molière, mise en scène Pierre Assy, 21 mars
- 1947 : Fugues de Paul Guth, 21 mars
- 1947 : Maldonne pièce en 3 actes de Pierre Lafeychine, mise en scène Jean-Jacques Bourgeois, 18 avril
- 1947 : Festival irlandais, 9 mai
- 1947 : Je te garderai de Jean Schetting, 27 mai
- 1947 : Dualité de Guy Moutet, 19 juin
- 1947 : Le Kéroub d'André Marcovici et Aymon, et Le Mariage de Rachel d'André Marcovici, 12 juillet
- 1947 : Mon suicide comédie en 3 actes de Neva Rondo, mise en scène Ange Gilles, 26 août
- 1947 : Des hommes viendront pièce de Roger Saltel, octobre
- 1948 : Les Branquignols, lyrics Francis Blanche, musique Gérard Calvi, 1er spectacle, 20 avril
- 1950 : Comédies à une voix d'André Frère,
- 1951 : Du-Gu-Du, spectacle des Branquignols, texte d'André Frédérique,
- 1952 : Le Sire de Vergy de Robert de Flers, Gaston Arman de Caillavet, mise en scène Jean-Pierre Grenier,
- 1952 : Monsieur conte fleurette de Marcel Jullian, octobre
- 1953 : Les Naturels du Bordelais de Jacques Audiberti, mise en scène Georges Vitaly, 2 octobre
- 1953 : La Danseuse et le comédien de Claude Schnerb, mise en scène Georges Vitaly, novembre

## DirectionGeorges Vitaly(1954-1982)
- 1954 : Un inspecteur vous demande de John Boynton Priestley, mise en scène Jacques Huisman, janvier
- 1954 : Hamlet de Tarascon comédie en 4 actes de Jean Canolle, 18 avril
- 1954 : Si jamais je te pince !... d'Eugène Labiche, mise en scène Georges Vitaly, 23 mai
- 1954 : Les Mystères de Paris d'Albert Vidalie d'après Eugène Sue, mise en scène Georges Vitaly, 16 décembre
- 1955 : Un cas intéressant de Dino Buzzati, adaptation Albert Camus, mise en scène Georges Vitaly, mars
- 1955 : Doit-on le dire ? d'Eugène Labiche, mise en scène Georges Vitaly, décors de Claude Lepape
- 1955 : Monsieur et Mesdames Kluck de Germaine Lefrancq, mise en scène Georges Vitaly, octobre
- 1955 : Le Mal court de Jacques Audiberti, mise en scène Georges Vitaly, 15 décembre
- 1957 : La terre est basse d'Alfred Adam, mise en scène Georges Vitaly, 18 septembre
- 1957 : La Petite Femme de Loth de Tristan Bernard, mise en scène Georges Vitaly, 27 novembre
- 1957 : Les Taureaux d'Alexandre Arnoux, mise en scène Georges Vitaly, 27 novembre
- 1958 : Le Ouallou de Jacques Audiberti, mise en scène Georges Vitaly,
- 1958 : Le Système Ribadier de Georges Feydeau, mise en scène Georges Vitaly, juin
- 1958 : Le Serment d'Horace pièce en 1 acte d'Henry Murger, mise en scène Georges Vitaly, juin
- 195 : La Petite Femme de Loth livret Tristan Bernard, musique Claude Terrasse, mise en scène Georges Vitaly,
- 1958 : Le Chinois de Pierre Barillet et Jean-Pierre Grédy, mise en scène Georges Vitaly, 30 octobre
- 1959 : Trésor-Party comédie en 3 actes de Bernard Régnier d'après un roman de Wodehouse, mise en scène Christian-Gérard, 22 février
- 1959 : Edmée de Pierre-Aristide Bréal, mise en scène Georges Vitaly, avril
- 1959 : L'Effet Glapion de Jacques Audiberti, mise en scène Georges Vitaly, 9 septembre

- 1960 : Le Mariage de Monsieur Mississippi de Friedrich Dürrenmatt, mise en scène Georges Vitaly, 8 novembre
- 1961 : La Peau de singe de Christine Arnothy, mise en scène François Maistre, 23 mars
- 1961 : Le Rêveur de Jean Vauthier, mise en scène Georges Vitaly, 13 septembre
- 1961 : Monsieur chasse ! de Georges Feydeau, mise en scène Georges Vitaly, 18 novembre
- 1962 : La Queue du diable d'Yves Jamiaque, mise en scène Georges Vitaly, 14 mars
- 1962 : Les Représentants d’Aglaé Mitropoulos et Mona Mitropoulos, adaptation Michel Arnaud, mise en scène Jean Martin, mai
- 1962 : Pomme, pomme, pomme de Jacques Audiberti, mise en scène Georges Vitaly, 7 septembre
- 1962 : Cherchez le corps, Mister Blake de Frank Launder et Sidney Gilliat, adaptation Luc André, mise en scène Georges Vitaly, 15 décembre
- 1963 : Les Passions contraires de Georges Soria, mise en scène Georges Vitaly, 28 septembre
- 1963 : Le Mal court de Jacques Audiberti, mise en scène Georges Vitaly, novembre
- 1964 : 2+2=2 de Staf Knop, mise en scène Georges Vitaly, 5 mars
- 1964 : L'Échappée belle de Romain Bouteille et Henri Garcin, 25 avril
- 1964 : Les Folies du samedi soir de Marcel Mithois, mise en scène Jacques Rosny,
- 1965 : L'Echappée belle de Romain Bouteille et Henri Garcin, avril
- 1966 : L'Effet Glapion de Jacques Audiberti, mise en scène Georges Vitaly, 1er février
- 1966 : Les Eaux et Forêts de Marguerite Duras, mise en scène Yves Brainville, et La Musica de Marguerite Duras, mise en scène Alain Astruc et Maurice Jacquemont, juillet-août
- 1966 : La Fête noire de Jacques Audiberti, mise en scène Georges Vitaly, 5 septembre
- 1966 : Mêlées et démêlées d'Eugène Ionesco, mise en scène Georges Vitaly, 30 novembre
- 1966 : Eris de Lee Falk, mise en scène Georges Vitaly,
- 1967 : Cavalier seul de Jacques Audiberti, mise en scène Marcel Maréchal, février
- 1967 : Les Caisses, qu'est-ce ? de Jean Bouchaud, 16 mars
- 1967 : Un parfum de fleurs de James Saunders, mise en scène Georges Vitaly, 7 octobre
- 1968 : Les Fantasticks de Tom Jones (en) et Harvey Schmidt (en), mise en scène Jacques Sereys, janvier
- 1968 : Quoat-Quoat de Jacques Audiberti, mise en scène Georges Vitaly, 17 février
- 1969 : Guerre et paix au café Sneffle de Rémo Forlani, mise en scène Georges Vitaly, 20 mars
- 1969 : La Fête noire de Jacques Audiberti, mise en scène Georges Vitaly,
- 1969 : Des pommes pour Ève de Gabriel Arout, mise en scène Georges Vitaly, 16 septembre

- 1970 : Voulez-vous jouer avec moâ ? de Marcel Achard, mise en scène Jacques Échantillon,
- 1970 : Les Fraises musclées de Jean-Michel Ribes, mise en scène de l'auteur, juin
- 1971 : La Logeuse de Jacques Audiberti, mise en scène Georges Vitaly, 30 janvier
- 1971 : Le Gobe-douille sketches de Roland Dubillard, Guy Foissy, Christopher Frank et Jean-Claude Grumberg, mise en scène Jacques Seiler, 17 avril
- 1971 : Caligula d'Albert Camus, mise en scène Georges Vitaly, 18 septembre
- 1971 : Angel et Call Boy de Jean-Michel Sénécal et Yves Jacquemard,
- 1972 : Cet animal étrange de Gabriel Arout, mise en scène Jean Négroni,
- 1972 : L'Ingénu d'Auteuil de Jean Le Marois, mise en scène Georges Vitaly,
- 1972 : Femme plus femme égale femme d'André Halimi,
- 1972 : Les Branquignols de et mise en scène Robert Dhéry, musique Gérard Calvi, 9 novembre
- 1974 : De l'influence des rayons gamma sur le comportement des marguerites de Paul Zindel, mise en scène Michel Fagadau, 27 septembre
- 1974 : Docteur Hero de Israël Horovitz, mise en scène Jean-Claude Amyl, 20 décembre
- 1975 : Les Branquignols de et mise en scène Robert Dhéry, musique Gérard Calvi, 2 mai
- 1975 : Zouc, 11 février
- 1975 : Safari dans un placard de Alain Bernier et Roger Maridat, mise en scène Nicolas Bataille et Jacques Legré, 16 septembre
- 1975 : Deux sur la Tamise de Sophie Darbon, mise en scène Georges Vitaly, 17 décembre
- 1976 : Pique-Soleil d'Alan Rossett, mise en scène Stéphan Meldegg,
- 1976 : Pour 100 briques t'as plus rien... de Didier Kaminka, mise en scène Henri Garcin,
- 1976 : Mangeront-ils ? de Victor Hugo, mise en scène Mario Franceschi,
- 1976 : L’Homme aux camélias d’après Alexandre Dumas fils, mise en scène Pierre Spivakoff,
- 1976 : La Mouche qui tousse d'Étienne Rebaudengo, mise en scène Arcady,
- 1977 : Quoat-Quoat de Jacques Audiberti, 21 septembre
- 1977 : Louise Michel ou les œillets rouges spectacle conçu et réalisé par la Compagnie Dominique Houdart,
- 1978 : Les Folies du samedi soir de Marcel Mithois d'après Gene Stone, mise en scène Jacques Rosny, 12 septembre
- 1978 : Édith Piaf parmi nous
- 1979 : Un roi qu'a des malheurs de Remo Forlani, mise en scène Maurice Risch, 28 septembre
- 1981 : Le Divan de Remo Forlani, mise en scène Max Douy, 22 septembre

## DirectionStéphan Meldegg(1982-2007)
- 1982 : Au bois lacté de Dylan Thomas, mise en scène Stéphan Meldegg, 17 septembre
- 1983 : Mort accidentelle d'un anarchiste de Dario Fo, mise en scène Jacques Échantillon, 15 février
- 1983 : Mort d'un supporter de Carlos Queiroz Telles, mise en scène Jean-François Prévand,
- 1983 : Mort accidentelle d'un anarchiste de Dario Fo, mise en scène Jacques Échantillon, 1er septembre
- 1983 : Top Girls de Caryl Churchill, mise en scène Isabelle Famchon, décembre
- 1984 : William Ier de Jean-François Prévand et Sarah Sanders, mise en scène Jean-François Prévand, 17 janvier
- 1984 : Tchoufa de Attica Guedj, mise en scène de l'auteur, 1er mars
- 1984 : Il pleut sur le bitume de Michel Valmer et Stéphan Meldegg d’après James Hadley Chase, mise en scène Stéphan Meldegg, 1er septembre
- 1984 : Guérison américaine de James Saunders, mise en scène Laurent Terzieff, 24 novembre
- 1985 : L'Indien sous Babylone de Jean-Claude Grumberg, mise en scène Marcel Bluwal,
- 1985 : La Voisine de Daniel Colas, mise en scène de l'auteur,
- 1986 : Vieilles Canailles de Philippe Ferran, mise en scène de l'auteur,
- 1986 : Largo Desolato de Václav Havel, mise en scène Stéphan Meldegg, 8 février
- 1986 : Le Système Ribadier de Georges Feydeau, mise en scène Philippe Ogouz, 9 septembre
- 1986 : La Valse du hasard de Victor Haïm, mise en scène Stéphan Meldegg, 4 novembre
- 1987 : La Femme sauvage de Jean Yvane, mise en scène Attica Guedj,
- 1987 : Première Jeunesse de Christian Giudicelli, mise en scène Jean-Marc Grangier, 25 septembre
- 1988 : Ce que voit Fox de James Saunders, Laurent Terzieff, 15 janvier
- 1988 : Les Armoires anthologie de scènes de ménage d'après Ionesco, Feydeau, Obaldia, Courteline, Prévert, Tardieu, mise en scène Gilles Guillot,
- 1989 : Entre nous soit dit d’Alan Ayckbourn, mise en scène Stéphan Meldegg, 3 février

- 1990 : Moi, Feuerbach de Tankred Dorst, mise en scène Stéphan Meldegg,
- 1990 : La Guerre aux asperges de Pierre Louki,
- 1991 : Voltaire-Rousseau de Jean-François Prévand, mise en scène de l'auteur,
- 1991 : Cuisine et dépendances d'Agnès Jaoui et Jean-Pierre Bacri, mise en scène Stéphan Meldegg, 6 septembre
- 1992 : Brûlez tout de Lanford Wilson, mise en scène Stéphan Meldegg,
- 1992 : Le Refuge de James Saunders, mise en scène Stéphan Meldegg,
- 1992 : C’était bien de James Saunders, mise en scène Stéphan Meldegg,
- 1993 : Temps contre temps de Ronald Harwood, mise en scène Laurent Terzieff,
- 1993 : L’Ampoule magique de Woody Allen, mise en scène Stéphan Meldegg,
- 1994 : Rossini ou la fleur de l’âge de Claude d'Anna et Laure Bonin, mise en scène Stéphan Meldegg, 24 septembre
- 1994 : Fausse adresse de Luigi Lunari, mise en scène Pierre Santini, 15 novembre
- 1995 : Un coin d’azur de Jean Bouchaud, mise en scène de l'auteur
- 1997 : Accalmies passagères de Xavier Daugreilh, mise en scène Alain Sachs, janvier
- 1998 : Popcorn de Ben Elton, mise en scène Stéphan Meldegg, 27 janvier
- 1999 : De si bons amis de Joe Penhall, mise en scène Stéphan Meldegg, 10 septembre

- 2000 : Mort accidentelle d'un anarchiste de Dario Fo, mise en scène Jacques Échantillon, 11 janvier
- 2000 : Visites à Mister Green de Jeff Baron, mise en scène Jean-Luc Tardieu, 20 novembre
- 2001 : Un homme à la mer de Ghigo de Chiara, mise en scène Stéphan Meldegg, 16 janvier
- 2001 : Shirley d'après les carnets du peintre américain Shirley Goldfarb, adaptation et mise en scène Caroline Lœb, 19 avril
- 2001 : Itinéraire bis de Xavier Daugreilh, mise en scène Stéphan Meldegg,
- 2002 : Un petit jeu sans conséquence de Jean Dell et Gérald Sibleyras, mise en scène Stéphane Hillel, 27 août
- 2003 : Des cailloux pleins les poches de Marie Jones, mise en scène Stéphan Meldegg, 26 août
- 2004 : Nature et dépassement de Olivier Dutaillis et Joëlle Seranne, mise en scène Stéphan Meldegg, 24 août
- 2004 : Raiddingue de Lutz Hübner, mise en scène Pierre-Olivier Mornas, 19 octobre
- 2004 : Rufus joue les fantaisistes, mise en scène Philippe Adrien, 25 novembre
- 2005 : Tantine et moi de Morris Panych, mise en scène Stéphan Meldegg, 25 janvier
- 2005 : Lettres à un jeune poète de Rainer Maria Rilke, 30 août
- 2006 : L'Escale de Paul Hengge, mise en scène Stéphan Meldegg, 12 janvier
- 2006 : Hôtel Dorothy Parker de Valeria Moretti et Rachel Salik, mise en scène Rachel Salik, 18 avril
- 2006 : Ariane Ascaride lit Serge Valletti, 25 avril
- 2006 : Fermeture définitive de Benjamin Bellecour et Pierre-Antoine Durand, mise en scène Stéphan Meldegg, 29 août
- 2006 : L'Envol du pingouin de Jean-Jacques Vanier, mise en scène François Rollin, 31 octobre
- 2007 : Chocolat Piment de Christine Reverho, mise en scène José Paul et Agnès Boury, 16 janvier
- 2007 : Un monde fou de Becky Mode, mise en scène Stéphan Meldegg, 28 août

## Direction Marguerite Gourgue (2008-2022)
- 2008 : Les Forains de Stéphan Wojtowicz, mise en scène Panchika Velez, 17 janvier
- 2008 : Je vous salue mamie de Sophie Artur et Marie Giral, mise en scène Justine Heynemann, 8 avril
- 2008 : La Véranda d'Éric Rouquette et Cyril Gely, mise en scène Francis Perrin, 9 septembre
- 2009 : Le Bug de Richard Strand, mise en scène Beata Nilska, 20 janvier
- 2009 : L'Écornifleur de Jules Renard, mise en scène Marion Bierry, 4 avril
- 2009 : Les 39 Marches d'après John Buchan et Alfred Hitchcock, mise en scène Éric Métayer, 10 octobre
- 2009 : L'Ombre orchestre de Xavier Mortimer, mise en scène Jean-Paul Rollin, 16 octobre
- 2009 : À la recherche du temps perdu de Marcel Proust, lecture d'extraits, 18 octobre
- 2010 : Les Couteaux dans le dos de Pierre Notte, mise en scène de l'auteur, 28 janvier
- 2010 : Prosper et George de Gérard Savoisien, mise en scène Thierry Lavat, 28 avril
- 2010 : Padam Padam, chansons avec Jérôme Sarfati, Isabelle Georges, Frédérik Steenbrink, Édouard Pennes, 28 juillet
- 2010 : Les 39 Marches d'après  John Buchan et Alfred Hitchcock, mise en scène Éric Métayer, 16 septembre
- 2010 : Bidules, trucs de Pierre Notte, mise en scène Sylvain Maurice, 18 septembre
- 2010 : Kiki van Beethoven d'Éric-Emmanuel Schmitt, mise en scène Christophe Lidon, 21 septembre
- 2011 : Francesco de Dario Fo, mise en scène Stéphane Aucante, 6 février
- 2011 : Pour l'amour de Gérard Philipe de Pierre Notte, mise en scène de l'auteur, 23 février
- 2011 : La Porte d'Antoine Séguin d'après Klaus Von Krup, mise en scène Antoine Séguin, 19 avril
- 2011 : La Fiancée du scaphandrier opéra-bouffe en 1 acte de Franc-Nohain et Claude Terrasse, mise en scène Jean-Philippe Alosi, 18 mai
- 2011 : Tout est bien qui finit bien de William Shakespeare, mise en scène Pierre Beffeyte, 7 juin
- 2011 : Le Voyage d'Alice en Suisse de Lukas Bärfuss, mise en scène Yvon Lapous, 23 août
- 2011 : Les 39 Marches d'après John Buchan et Alfred Hitchcock, mise en scène Éric Métayer, 30 septembre
- 2011 : Une autre vie de Brian Friel, mise en scène Benoît Lavigne, 13 octobre
- 2016 : Les Cavaliers, d'après le roman éponyme de Joseph Kessel, adaptation et mise en scène d'Éric Bouvron

## Direction Fleur Houdinière / Thibaud Houdinière (depuis 2023)
- 2023 : Le Retour de Richard 3 par le train de 9h24, de Gilles Dyrek, mise en scène par Éric Bu
- 2023 : Le Secret de Sherlock Holmes, de Christophe Guillon et Christian Chevalier, mis en scène par Christophe Guillon
- 2023 : Bernard Werber - Voyage intérieur, de Bernard Werber
- 2023 : Le Huitième Ciel, de Jean-Philippe Daguerre
- 2023-2024 : Oublie-Moi, de Matthew Seager, adapté et mis en scène par Marie-Julie Baup et Thierry Lopez
- 2023-2024 : Le Montespan, de Jean Teulé, mis en scène par Étienne Launay
- 2024 : Un Sac de Billes, de Joseph Joffo, mis en scène par Stéphane Daurat
- 2024-2025  : La Voix d’Or, d’Éric Bu et Thibaud Houdinière, mis en scène par Éric Bu
- 2024 : Les Raisins de la Colère, de John Steinbeck, mis en scène Xavier Simonin
- 2025 : Je m'appelle Georges... et vous ?, de Gilles Dyrek, mis en scène Éric Bu, avec Mélanie Page et Grégori Baquet